# Astragalus bayattii
Astragalus bayattii är en ärtväxtart som beskrevs av Joseph Friedrich Nicolaus Bornmüller och Erwin Gauba. Astragalus bayattii ingår i släktet vedlar, och familjen ärtväxter. Inga underarter finns listade i Catalogue of Life.